# Yves Congar
Yves Marie-Joseph Congar (Sedan, 13 aprile 1904 – Parigi, 22 giugno 1995) è stato un cardinale e teologo francese.
Insieme a Jean Daniélou e Henri-Marie de Lubac fu uno dei precursori della nuova teologia, che, soprattutto fra gli anni 1940 e 1950, considerò nello studio della dogmatica gli sviluppi della filosofia contemporanea. In particolare tali studiosi posero al centro della loro attenzione il problema dell'immutabilità e della storicità della Verità, il rapporto tra Natura e Grazia e i temi delle religioni non-cristiane e del marxismo. Furono così posti alcuni dei temi che avrebbero occupato la discussione teologica del Concilio Vaticano II e del Postconcilio.

## Biografia
Yves Marie-Joseph Congar nacque il 13 aprile 1904 a Sedan, la quale sarebbe stata un decennio dopo teatro di una delle più sanguinose battaglie della prima guerra mondiale. Congar entrò nell'ordine dei domenicani e studiò teologia e filosofia a Reims e a Parigi. Ordinato presbitero il 25 luglio 1930 lavorò in seguito come docente presso il seminario domenicano "Le Saulchoir". Dal 1935 fu segretario della prestigiosa rivista Revue des sciences philosophiques et théologiques. Congar partecipò in seguito come sanitario nell'esercito francese alla seconda guerra mondiale e catturato alla disfatta del 1940 rimase prigioniero di guerra dei tedeschi fino al 1945.
Nel dopoguerra si impegnò nel movimento dei preti operai, il Vaticano gli proibì pertanto dal 1954 al 1956 di insegnare e di pubblicare libri. Egli fu successivamente riabilitato, tanto da essere chiamato quale consulente della commissione preparatoria del Concilio Vaticano II, al quale partecipò poi, come esperto, per l'intera sua durata dal 1962 al 1965. Nel 1958 pubblicò il testo Quod omnes tangit ab omnibus tractari et approbari debet in cui utilizzò una celebre locuzione, usata in senso teocratico da papa Bonifacio VIII, per fondare la democrazia nella Chiesa. 
Dal 1969 al 1985 fece parte della Commissione teologica internazionale. Colpito già nel 1968 da sclerosi multipla, una grave malattia neurologica che ne limitava gravemente le capacità, riuscì tuttavia a lavorare fino al 1984, contribuendo al dialogo cattolico-luterano. Fu creato cardinale diacono con il titolo di San Sebastiano al Palatino da papa Giovanni Paolo II nel concistoro del 26 novembre 1994. Egli venne tuttavia dispensato – per il precario stato di salute e per l'età avanzata - dall'ordinazione episcopale prevista per tutti i cardinali da papa Giovanni XXIII. Non essendo in grado di partecipare al concistoro la berretta rossa gli fu imposta dal cardinale Johannes Willebrands.
Morì pochi mesi dopo, il 22 giugno 1995, e fu sepolto nella cripta dei domenicani nel cimitero di Montparnasse.

## Opere
- I cristiani disuniti (1937).
- Saggi sul mistero della Chiesa (1941).
- Vera e falsa riforma della Chiesa (1950).
- Cristo, Maria e la Chiesa (1952).
- Per una teologia del laicato (1954).
- La Pentecoste (1956).
- Il mistero del tempio (1958).
- Quod omnes tangit ab omnibus approbari debet (1958).
- La mia parrocchia, vasto mondo (1959).
- La Tradizione e le tradizioni (1960-63, 2voll.).
- Le vie del Dio vivente (1962).
- La fede e la teologia (1962).
- Sacerdozio e laicato (1962).
- Per una Chiesa serva e povera (1963).
- Chiesa santa. Saggi ecclesiologici (1963).
- Cristiani in dialogo (1964).
- Aspetti dell'Ecumenismo (1967).
- L'ecclesiologia nell'alto medioevo (1968).
- Questa Chiesa che amo (1968).
- L'apostolato dei laici (1970).
- Ministeri e comunione ecclesiale (1971).
- Un popolo messianico (1975).
- La crisi nella Chiesa e Mons. Lefevre (1976).
- Credo nello Spirito Santo (1978).
- Spirito di Dio, spirito dell'uomo (1983).
- Lutero. La fede, la Riforma (1984).
- La Parola e il soffio (1984).
- Conversazioni d'autunno (1987).